# 代县钟楼
代县钟楼，位于山西省忻州市代县城内东大街，钟楼街，是中华人民共和国山西省文物保护单位之一。

## 历史
代州钟楼建于明成化十四年(1478)。

## 建筑
代州钟楼为三檐十字歇山顶木结构建筑。高18.5米。砖台高5米，宽15米。木结构楼三檐，高二层14米，面宽、进深均为五间11米。二层悬大铁钟，钟口直径1.66米，铭文"金大定八年岁次戊申八月十三日造"。

## 保护
2004年6月10日，代州钟楼授予山西省文物保护单位，属于古建筑类，编号4-169。